# Blain (Pensilvânia)
Blain é um distrito localizado no estado norte-americano de Pensilvânia, no Condado de Perry.

## Demografia
Segundo o censo norte-americano de 2000, a sua população era de 252 habitantes. 
Em 2006, foi estimada uma população de 246, um decréscimo de 6 (-2.4%).

## Geografia
De acordo com o United States Census Bureau tem uma área de 
0,9 km², dos quais 0,9 km² cobertos por terra e 0,0 km² cobertos por água. Blain localiza-se a aproximadamente 218 m acima do nível do mar.

## Localidades na vizinhança
O diagrama seguinte representa as localidades num raio de 24 km ao redor de Blain. 